# Taxiphyllum mariannae
Taxiphyllum mariannae là một loài Rêu trong họ Hypnaceae. Loài này được (Grout) Schornh. miêu tả khoa học đầu tiên năm 1943.